# Aeroportul Vichadero
Aeroportul Vichadero (IATA: VCH, ICAO: SUVO) este un aeroport din Departamentul Rivera, Uruguay ce deservește zona Vichadero⁠(d). A fost numit după zona deservită.
Situat la o altitudine de 169 m, aeroportul dispune de o singură pistă.